# Żary

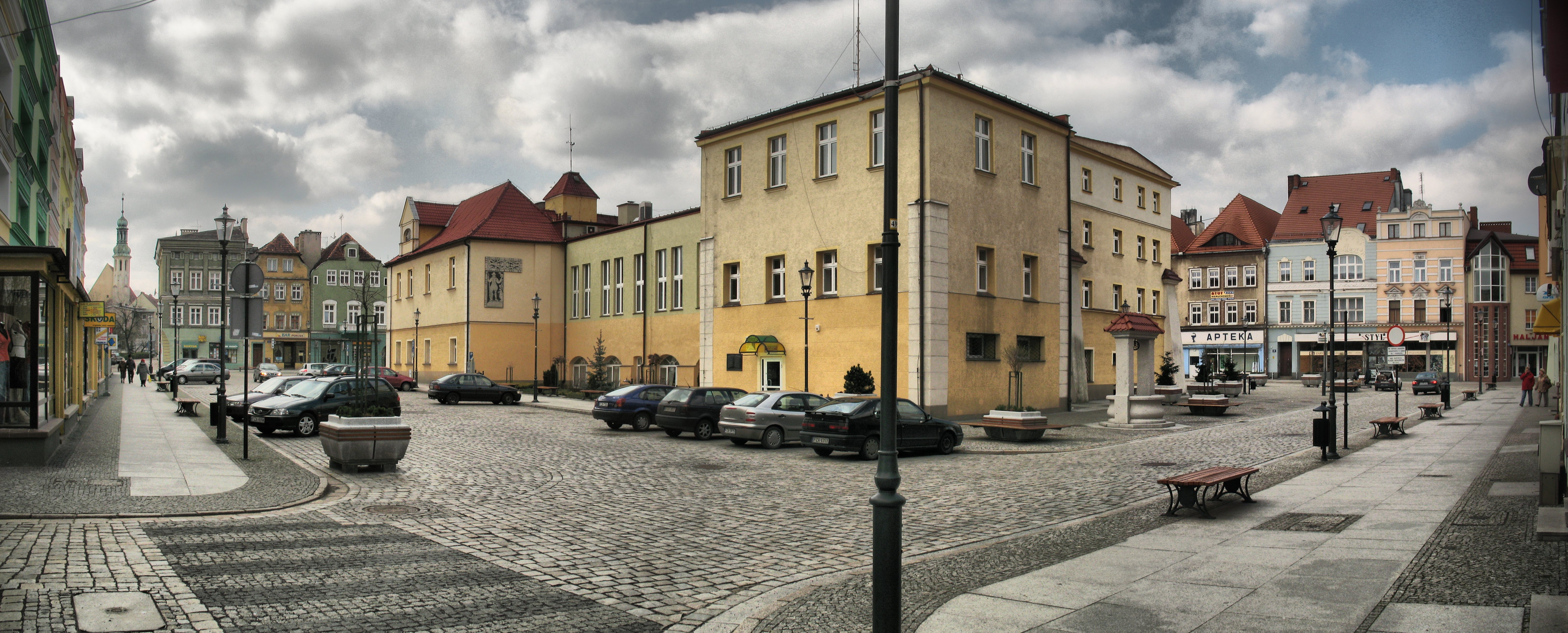
Náměstí (Żary)

Żary (výslovnost  [ˈʐarɨ]IPA, dolnolužickosrbsky Žarow, německy Sorau, česky Žarov) jsou město na západním okraji Polska v Lubušském vojvodství, sídlo stejnojmenného okresu, ležící mezi dvěma přítoky Odry, Bobrem a Nisou, zhruba v půli cesty mezi Berlínem (180 kilometrů na severozápad) a Vratislaví (140 kilometrů na jihovýchod). V roce 2021 zde žilo 36 559 obyvatel, což z něj činí největší město polské části Dolní Lužice.

## Historie
Żary jsou jedním z nejstarších měst na území Polska. Poprvé jsou zmíněny v kronice Dětmara z Merseburku v roce 1007. Okolní kraj byl osídlen původním slovanským kmenem, jejž Dětmar uvádí vedle Lužičanů a Slubjanů pod jménem Žarované. Okolo roku 1030 bylo spolu s celou Lužicí za vlády Měška II. Lamberta z dynastie Piastovců se stalo součástí Polska. Tímto místem procházela solná stezka. To mělo od středověku značný vliv na rozvoj města i celého regionu. V roce 1207 byly postaveny hradby s baštami.
V roce 1260, kdy byla oblast pod vládou rodu Děvínů, město figurovalo jako sídliště na solné stezce z Lipska do Vratislavi. V roce 1274 zde vznikla pobočka řádu menších bratří. Do roku 1364 bylo pod vládou Piastovců. Během spanilých jízd husitů (taboritů a sirotků) do Horní Lužice bylo město roku 1427 vyrabováno.
Do roku 1635 patřilo k území ovládanému českými králi. Město vyhořelo v letech 1424, 1619, 1684 a 1701. Od roku 1635 patřilo Sasku. Na základě výsledků Vídeňského kongresu připadlo město roku 1815 Pruskému království a součástí Pruska bylo do roku 1945.
Po druhé světové válce připadlo v rámci rozhodnutí z postupimské konference Polsku. Zde náleželo k Zelenohorskému vojvodství (1950–1998), od roku 1999 k Lubušskému.

## Zámek
Jedním z nejzajímavějších objektů ve městě rozlehlý zámecký komplex, jenž napovídá o jeho dlouhé a bohaté historii. Zámek však byl během spojeneckého náletu roku 1944 zasažen a vyhořel, a přes veškerou snahu, se zámek do dnešního dne nepodařilo dostat do původního stavu.
Jeho historie sahá nejpravděpodobněji do 13. století. Vládl zde saský rod Děvínů/Devin (polsky Dewinowie). S jistotou se dá tvrdit, že poslední z rodu Děvínů, Albrecht, zemřel roku 1280 a v té době již stál kamenný hrad, čemuž odpovídá severní křídlo zámku. Dům byl třípatrový (1. patro/suterén kamenné, další 2 patra cihlová) a vstupní brána na východní straně.
Oblast přebírá rod Pačků (polsky Paczkowie, německy von Patschkau) a hrad dále rozšiřoval. Mezi lety 1320–1329 se přistavělo západní křídlo a jižní věž. Postaveny jsou také ochranné hradby a spojeny s městskými.
V roce 1355 získal rod Biberštejnů zámek jako věno. Východní křídlo se staví počátkem 15. století v gotickém stylu. Stejně jako během předešlé výstavby je přízemí kamenné a vyšší patra cihlová. Další úpravy se zámek dočká během první poloviny 16. století během vlády Jeronýma z Biberštejna a jeho bratra Kryštofa, které je již v renesančním slohu. V nádvoří jsou přistavěny arkády v jižní a východní části. Dále vnitřní klenby s lunetami, malířské a štukové výzdoby a další úpravy.

## Osobnosti
Osoby spojené s městem:
- Basil Farber (okolo 1520–1576) německý filolog, luteránský teolog
- Georg Philipp Telemann (1681–1767) německý skladatel
- Erdmann Neumeister (1671–1576) německý luteránský pastor a hymnologista
- Christoph Friedrich Richter (1676–1711) německý hymnolog, entomolog, evangelický duchovní
- Christoph Christian Sturm (1740–1786) německý kazatel a spisovatel
- Friedrich von Wendt (1738–1818) německý lékař
- Ernst Kummer (1810–1893) německý matematik
- Maximilian Gritzner (1843–1902) německý heraldik
- Johann Crüger (1598–1662) německý skladatel
- Gustav Fechner (1801–1887) německý filozof, fyzik a psycholog
- Willy Jähde (1908–2002) německý velitel Wehrmachtu
- Friedrich Schoenfelder (1916–2011) německý herec
- Tadeusz Ślusarski (1950–1998) polský atlet, olympijský vítěz
- Jósef Tracz (* 1964) reprezentant v řecko-římském zápase, olympijský medailista

## Partnerská města
- Gárdony, Fejér, Maďarsko
- Longuyon, Grand Est, Francie
- Weißwasser, Sasko, Německo